# Escape saltamontes

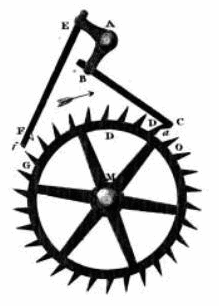
Escape saltamontes, 1820

El escape saltamontes (traducción literal del nombre original en inglés, grasshopper escapement) es un tipo de mecanismo de escape utilizado en los relojes de péndulo, inventado por el relojero británico John Harrison alrededor de 1722.
El cometido de un escape es producir los impulsos periódicos necesarios para mantener el péndulo de un reloj en movimiento. Cada oscilación libera los engranajes del reloj, permitiendo que avancen en una cantidad fija, moviendo así las manecillas a un ritmo constante. El escape saltamontes se usó en una serie de relojes de péndulo construidos durante la época de Harrison, así como en algunos otros a lo largo de los años, pero nunca se ha utilizado ampliamente. El término saltamontes, posiblemente relacionado con el movimiento del mecanismo que recuerda al de las patas traseras del insecto, apareció por primera vez en el Horological Journal a finales del siglo XIX.

## Historia
John Harrison usó el escape de saltamontes en sus relojes de péndulo y también en los primeros tres de sus cronómetros marinos (H1, H2 y H3). La determinación de la longitud de la posición de las naves en alta mar se convirtió en un problema importante para la navegación marítima en el siglo XVIII. Isaac Newton argumentó que teóricamente se podía resolver el problema utilizando el posicionamiento astronómico (observando con precisión la posición relativa de la Luna o de los planetas con respecto al fondo estelar), pero otra posibilidad mucho más práctica y sencilla era conocer con precisión la hora de una base de referencia (tradicionalmente para la marina británica, el Observatorio de Greenwich). La diferencia de tiempo entre la hora local, que era fácil de medir, y la hora en la base, permitía obtener instantáneamente la diferencia de longitud entre la base y el barco, ya que 24 horas equivalen a 360 grados de longitud. Se ofreció un gran premio a quien consiguiera solucionar el problema, y Harrison dedicó su vida a idear y construir cronómetros de alta precisión. La exactitud y la fricción se convirtieron en los dos principales obstáculos. Dos ventajas del escape saltamontes son la regularidad de su funcionamiento y que no necesita lubricación. La primera característica es inherente a su diseño: cada patilla de retención del áncora libera el paso de un diente de la rueda del escape únicamente cuando se ha acoplado la otra, de forma que el impulso dado al péndulo es así completamente regular en su sincronización. Por otro lado, los lubricantes disponibles en la época de Harrison no eran muy efectivos, contenían suciedad y su duración era muy corta. Esto significaba que los relojes convencionales tenían que detenerse con frecuencia para ser limpiados y engrasados. Usando su escape saltamontes, limpio y absolutamente estable, Harrison comenzó una serie de investigaciones a largo plazo sobre el funcionamiento de los relojes, que le levaron a inventar el péndulo de parrilla, un dispositivo capaz compensar los efectos de la expansión y contracción producidos por los cambios de temperatura. El rendimiento de sus relojes mejorados, le permitió a su vez disponer de un estándar preciso respecto al que poner a prueba sus cronómetros marinos.

## Funcionamiento

Animación de un escape saltamontes en movimiento, donde se muestra una versión modificada que tiene los brazos del áncora diseñados con contrapesos y topes flexibles

Harrison desarrolló el escape saltamontes a partir de un áncora convencional que construyó para un reloj de fachada situado en los establos de Brocklesby Park, en Lincolnshire. Este diseño resultó ser poco fiable, y requería atención frecuentemente, por lo que Harrison quedó insatisfecho. Así que, alrededor de 1722 modificó el escape, colocando una bisagra en el centro de cada brazo del áncora, de forma que apuntaban en la misma dirección, oponiéndose a la rotación de la rueda de escape. A medida que la rueda de escape empujaba un brazo, la bisagra se alejaba de la rueda de escape, y el brazo giraba alrededor de su punto de contacto con la rueda mientras empujaba el áncora. Al mismo tiempo, el otro brazo se acercaba a la rueda, y cuando entraba en contacto con un diente, era empujado ligeramente hacia atrás y se interrumpía el contacto entre la rueda y el primer brazo. Ambos brazos tenían pequeños contrapesos en su parte trasera, que propiciaban que tendieran a alejarse de la rueda. Por lo tanto, cuando salía el primer brazo de la trayectoria de la rueda de escape, la tarea de impulsar el péndulo pasaba al segundo brazo.
El primer brazo se detiene contra un tope que lo mantiene en la posición correcta, de modo que cuando el péndulo llega al final de su recorrido, empujado por el segundo brazo, el primero desciende de nuevo hacia la trayectoria de la rueda. Al entrar en contacto con la rueda, es accionado por el impulso del péndulo, y empuja la rueda ligeramente hacia atrás. Este movimiento libera el segundo brazo, que se retira libremente hasta su tope, tras haber transferido nuevamente la tarea de impulsar el péndulo al primer brazo. El pequeño movimiento del brazo sobre su bisagra implica mucha menos fricción que el contacto deslizante en un escape convencional; no necesita lubricación y hay tan poco desgaste que Harrison pudo construir con madera los brazos de su escape. Uno de los brazos originales de reloj de Brocklesby Park todavía estaba en funcionamiento cuando el reloj fue renovado en 2005, mientras que el otro debió ser reemplazado en 1880 tras un accidente. Posteriormente, Harrison modificó el diseño del escape haciendo que un brazo tirara en lugar de empujar, colocando un pequeño gancho en el extremo del brazo giratorio para hacer contacto con los dientes de la rueda de escape. También puso ambos ejes de bisagra juntos en un pasador común.
Cuando el brazo empuja la rueda de escape hacia atrás, también se desplaza con fuerza contra su tope. Para evitar desgaste o daños, los topes están diseñados para doblarse elásticamente. Cada tope tiene bisagras alrededor del mismo eje que su brazo. Los brazos están contrapesados en su parte trasera, al revés que los topes (más pesados en la punta), que tienden a caer hacia la rueda. Los topes son lo suficientemente pesados en la punta para que la combinación de brazo más tope también tienda a caer hacia la rueda, pero esto se evita mediante un pasador fijo en el áncora. Esto significa que el pasador sujeta el tope que a su vez sostiene el brazo en el lugar correcto, de forma que se engancha limpiamente con la rueda de escape. Cuando el brazo se encuentra con la rueda, empuja la rueda hacia atrás y, al hacerlo, levanta el tope de su pasador. En el instante en el que la rueda empuja el brazo, el tope vuelve a bajar sobre su pasador y comienza a moverse con el brazo. A cada parada, también se levanta de su pasador una vez en cada ciclo gracias al impulso del brazo que llega.

## Limitaciones
La tendencia de los brazos a salirse del camino de la rueda tiene graves consecuencias. La primera es que cada vez que se interrumpe el impulso de la rueda de escape, los brazos pierden el contacto, y cuando se restablece el impulso, la rueda de escape puede no estar ya retenida, lo que provocaría que acelerase rápida e incontrolablemente. Para evitar que esto suceda mientras se da cuerda al reloj, Harrison inventó uno de sus mecanismos de mayor vigencia posterior, un sistema de mantenimiento de marcha que todavía se usa ampliamente en relojes mecánicos. En su construcción habitual, consiste en una rueda de trinquete intercalada entre (y coaxial con) el primer (y más lento) engranaje de transmisión del movimiento y el barril al que está unido el peso (o resorte). Cuando se da cuerda al reloj, el barril retrocede, y un trinquete en la rueda del sistema de mantenimiento de marcha se desliza sobre los dientes dispuestos en el barrilete. Sin embargo, el reloj sigue avanzando impulsado por el resorte colocado entre la rueda de mantenimiento y la rueda principal a la que la empuja. Mientras lo hace, intenta a su vez empujar la rueda de mantenimiento hacia atrás, lo que se evita mediante un trinquete fijado al marco del reloj que se acopla a los dientes dispuestos alrededor del borde de la rueda de mantenimiento de marcha. Una vez que el resorte motor está completamente enrollado, se libera la presión sobre la llave y el barrilete impulsa la rueda de mantenimiento y la rueda principal de la manera normal. También tensa el resorte espiral del sistema de mantenimiento de marcha, dejándolo listo para la próxima vez que se dé cuerda al reloj. Durante el funcionamiento normal, el trinquete que impide que la rueda de mantenimiento retroceda simplemente se desliza sobre los dientes de la rueda de mantenimiento.
La segunda consecuencia de la tendencia de los brazos a salirse del camino de la rueda es que cuando el reloj se queda sin cuerda y se detiene, ambos brazos vuelven a su posición de parada, y a menos que el extremo de uno de ellos sea lo suficientemente largo como para asentarse en el espacio entre los dientes de la rueda de escape, esta última girará libremente tan pronto como se dé cuerda al reloj. El mismo problema puede surgir si las bisagras de los topes se ensucian y se atascan en una posición elevada.
A diferencia de la mayoría de los otros escapes de su tiempo, el saltamontes empuja el péndulo hacia adelante y hacia atrás a lo largo de su ciclo; y nunca se le permite oscilar libremente. Aproximadamente al mismo tiempo que Harrison inventó el escape saltamontes, George Graham introdujo el escape de latido inactivo, inventado por Richard Towneley en 1675, que permitió que el péndulo se amortiguara por fricción durante la mayor parte de su ciclo, impulsado rápidamente y sujeto a una impredecible interrupción del impulso a medida que avanzaba la rueda de escape. No obstante, este escape se convirtió en el estándar en relojes de péndulo de precisión hasta finales del siglo XIX.
Debido a su particular idiosincrasia, el escape saltamontes nunca se usó ampliamente. Harrison lo empleó en sus prototipos de cronómetros marinos, H1, H2 y H3, y Justin y Benjamin Vulliamy construyeron una pequeña cantidad de relojes de péndulo de precisión usando el diseño de Harrison, pero en general sigue siendo hoy en día lo que era en la época de Harrison: una brillante y singular curiosidad.

## Reloj Corpusde John Taylor

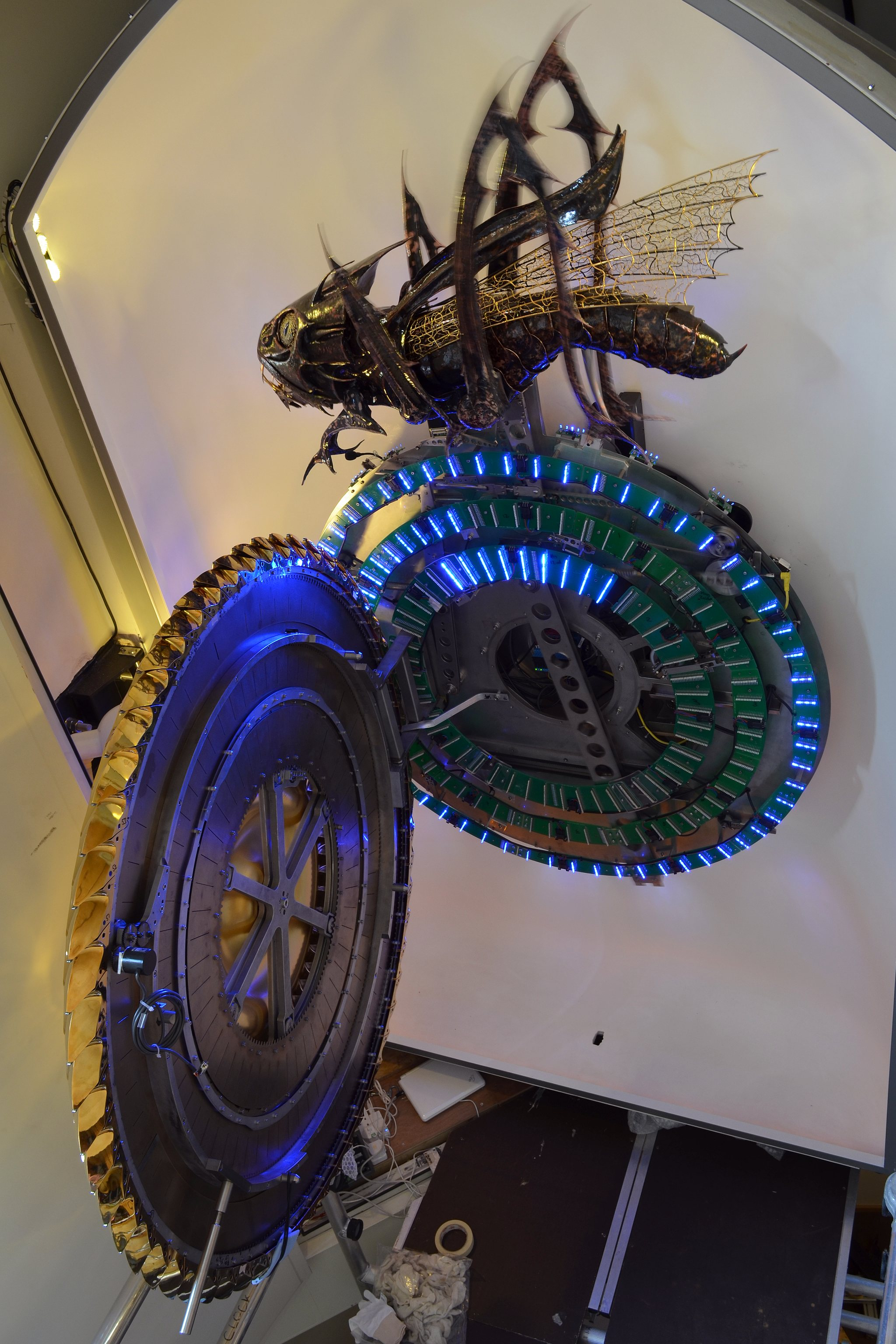
Interior del reloj Corpus, con la figura del saltamontes alojando el escape en su parte superior

Un único reloj público construido como homenaje al escape saltamontes de John Harrison, el reloj Corpus, se presentó en el Corpus Christi College de la Universidad de Cambridge (Cambridge, Inglaterra), el 19 de septiembre de 2008. El industrial John Taylor gastó 1 millón de libras en la construcción del reloj mecánico. Ante el convencimiento de que el invento de Harrison no era lo suficientemente conocido, el escape saltamontes del reloj está expuesto en su parte superior, construido con la forma de un saltamontes demoníaco llamado "Chronophage" o "devorador de tiempo", que abre y cierra sus mandíbulas rítmicamente, representando el tiempo devorado.
El reloj, de 1,5 metros de diámetro, tiene muchas otras características notables. No posee manecillas, sino que utiliza tres pares concéntricos de discos anulares apilados —horas, minutos y segundos— ranurados y provistos con lentes para controlar la salida de la luz generada por un conjunto de diodos continuamente iluminados. La disposición de las ranuras en cada disco, junto con la rotación del disco más adelantado de cada par, crea un efecto Vernier, produciendo la ilusión de tres marcas luminosas que giran a distintas velocidades (como si fueran las agujas de un reloj) alrededor de las tres circunferencias concéntricas que forman la esfera del reloj.
El péndulo se acelera, se ralentiza y, a veces, se detiene, pero vuelve a la hora correcta cada cinco minutos. Taylor diseñó el reloj para recordarse a sí mismo su propia mortalidad.

## ParmigianiSenfine
Se utiliza un escape tipo saltamontes en un mecanismo completamente nuevo destinado a relojes de pulsera. Este nuevo tipo de regulador mecánico utiliza estructuras flexibles tanto en el escape como en el oscilador. Una rueda de silicio oscila unas 86.400 veces por hora, aproximadamente tres veces más rápido que en los relojes de pulsera convencionales. El desarrollo inicial se realizó en el Centro Suizo de Electrónica y Microtecnología (CSEM) con Pierre Genequand, un físico suizo, como inventor principal. Al eliminar la fricción al máximo posible, un reloj de este tipo puede funcionar durante más de un mes después de darle cuerda, lo que supone una reserva de marcha excepcional. El prototipo de un calibre (movimiento) tan novedoso ha sido exhibido por el fabricante de relojes suizo Parmigiani Fleurier.

## Reloj Burgess B
Un escape saltamontes es una parte esencial de un reloj escultórico de Martin Burgess, conocido como Burgess Clock B. Es uno de los dos ejemplares basados en la tecnología de uno de los últimos relojes de precisión de John Harrison, completado por Charles Frodsham & Company a pedido de su propietario, Donald Saff. Después de ser probado con éxito, se trasladó al Observatorio Real de Greenwich para una evaluación detallada de su funcionamiento a largo plazo, supervisado por la Worshipful Company of Clockmakers y el National Physical Laboratory, cuyos representantes colocaron sellos a prueba de manipulaciones en la caja del reloj. Aunque el reloj tiene cuerda eléctrica, evitando así cualquier perturbación durante la evaluación, por lo demás es completamente mecánico. Al final de un período de cien días, el error máximo no había excedido los cinco octavos de segundo, no habiendo tenido que aplicarse ningún margen para una variación constante del tiempo. Como resultado, el 18 de abril de 2015, la organización Guinness World Records otorgó un certificado de récord mundial a Martin Burgess por haber fabricado el reloj puramente mecánico más preciso trabajando al aire libre. El reloj permanece en el observatorio; y en 2017 se trasladó a la galería que contiene los cronómetros marinos de Harrison, donde se sigue supervisando su rendimiento.